# Henk Tamse
Hubertus Dirk (Henk) Tamse (Gouda, 25 januari 1890 – Leiden, 24 juli 1971) was een Nederlands wegwielrenner. Van beroep was hij huisschilder.
Tamse werd Nederlands wegkampioen in 1910, nadat hij in de twee voorgaande jaren al beide keren vierde was geworden. Hij won daarnaast in 1910 de tweede en derde etappe in Olympia's Tour. Die laatste etappezege boekte hij ondanks een val over een melkkar kort voor de eindstreep, waardoor hij bebloed en met een geleende fiets verder moest rijden. In het eindklassement eindigde hij als derde.

## Belangrijkste overwinningen
1910
- 2e etappe Olympia's Tour
- 3e etappe Olympia's Tour
- Nederlands kampioenschap wielrennen op de weg, elite